# Arnulfo de Montgomery
Arnulfo de Montgomery también Arnulfo de Pembroke (nacido ca.1066; muerto 1118 o 1122) fue un noble magnate anglonormando. Era un hijo joven de Roger de Montgomery y Mabel de Bellême. El padre de Arnulfo fue una figura destacada en Normandía e Inglaterra, y jugó una parte activa en la conquista de Gales a finales del siglo XI. Tras los éxitos familiares contra los galeses, Arnulfo se estableció en Pembroke, donde erigió un castillo de tierra y madera y probablemente recibió el título de conde de Pembroke.
A comienzos del siglo XII, Arnulfo continuó ascendiendo y su señorío comprendía gran parte del antiguo reino galés de Deheubarth así como varias parcelas en Yorkshire. No mucho tiempo después de lograr este éxito en su carrera, Arnulfo apoyó a su hermano mayor, Robert de Bellême, en su rebelión contra Enrique I, rey de Inglaterra. Fue también por esta época cuando Arnulfo se casó con una hija de Muirchertach Ua Briain, rey de Munster, en lo que parece haber sido un esfuerzo por obtener apoyo militar contra la Corona inglesa. Tras el colapso final de la rebelión, no obstante, los Montgomerys fueron proscritos y desterrados del reino, y Arnulfo parece haber pasado gran parte de los siguientes veinte años en un continuo viaje entre Irlanda y Normandía. La carrera de Arnulfo ejemplifica las oportunidades disponibles para los hijos menores de la aristocracia anglonormanda. Arnulfo parece haber muerto entre 1118 y 1122. No se le conocen descendientes, y el apellido de la familia parece haber muerto con él.

## Contexto

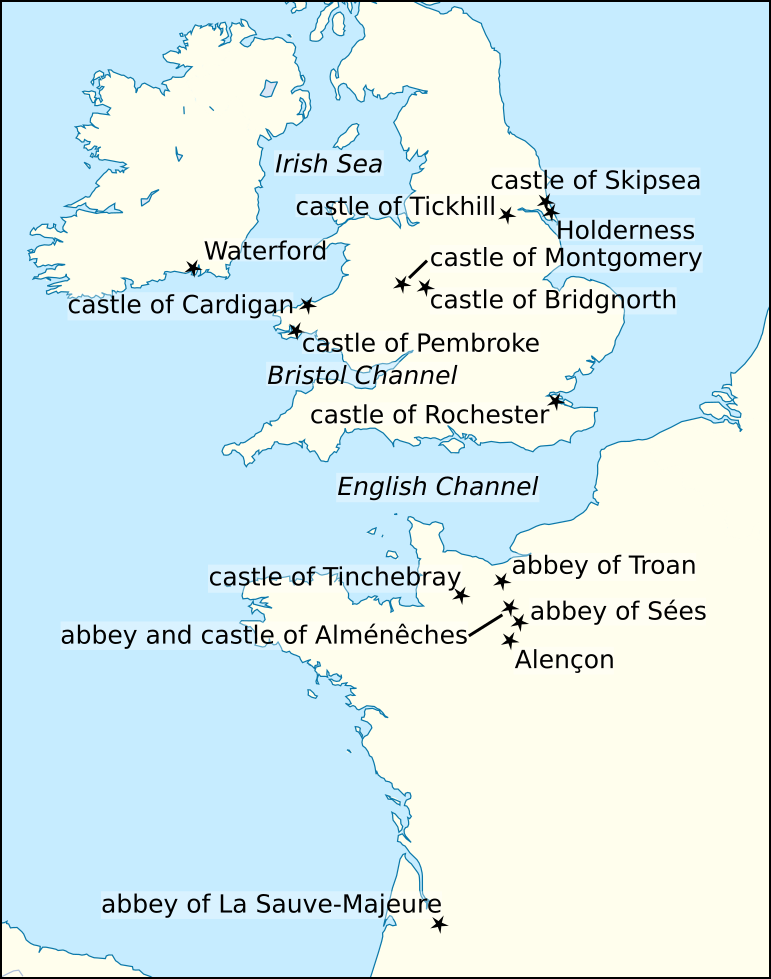
Ubicaciones relativas a la época y vida de Arnulfo

Arnulfo nació probablemente a finales de la década de 1060, posiblemente en torno a 1066. Era un hijo menor de Roger de Montgomery, vizconde de Hièmois y Mabel de Bellême. Los padres de Arnulfo se habrían casado probablemente hacia 1050. Su madre era hija, y potencial heredera de Guillermo de Bellême, señor de Alençon. El padre de Arnulfo, aparentemente familiar y compañero de Guillermo II de Normandía, era un eminente magnate en Normandía. Como tutor de Matilda, duquesa de Normandía, Roger y sus hijos mayores no participaron en la invasión normanda de Inglaterra de 1066. Cuando Guillermo regresó a Normandía como rey en 1067, Roger le acompañó a Inglaterra, y recibió extensas posesiones, incluyendo las rapes de Arundel y Chichester en Sussex, junto con el condado de Shropshire. Poco después, Roger fue hecho conde de Shrewsbury. En 1086, era uno de los señores feudales más ricos de Inglaterra. Arnulfo hace su primera aparición en el registro histórico en esta época cuando él y su hermano mayor, Roger de Poitou, aparecen como testigos de la confirmación de Guillermo una cesión hecha por su padre a la abadía de Troarn en 1082/1083.

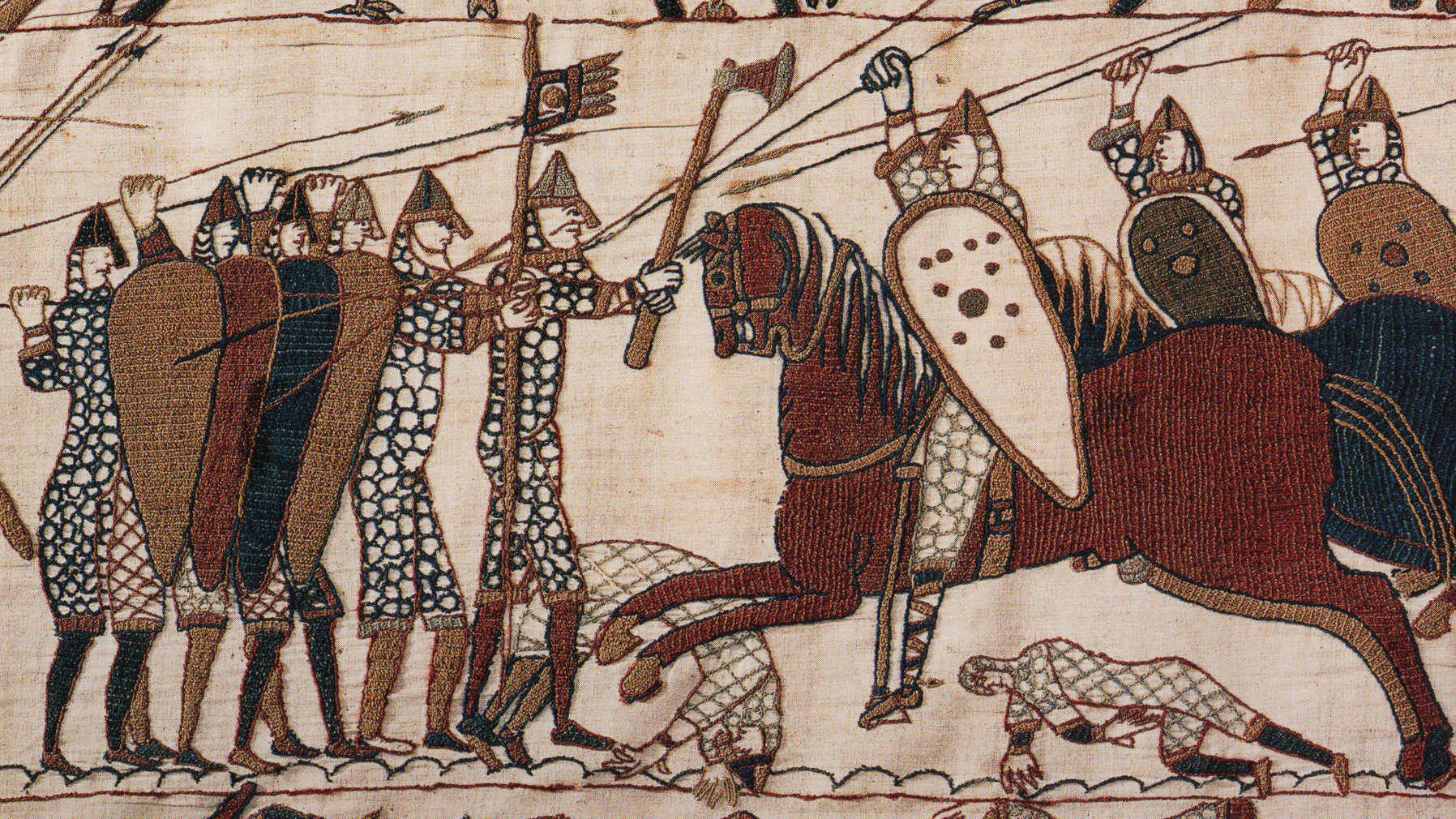
El tapiz de Bayeux muestra la batalla de Hastings. A pesar de que la familia de Arnulfo no participó en la invasión de Inglaterra en 1066, fue ricamente premiado con tierras inglesas poco después.

En 1088, Roger y al menos tres de sus hijos participaron en la conocida como rebelión de 1088, un complot para expulsar a William Rufus, rey de Inglaterra del trono con la intención de poner en su lugar a Robert Curthose, duque de Normandía, hermano mayor de William Rufus. Esta rebelión está documentada en varias fuentes, como la Crónica anglosajona, y los Chronicon ex chronicis, Gesta regum Anglorum, e Historia Anglorum. Según la versión «E» de la Crónica anglosajona—la única fuente estrictamente contemporánea— los seguidores de Robert Curthose capturaron a Odo, Obispo de Bayeux y obtuvieron el control del castillo de Rochester. Esta fuente identifica a varios miembros principales de la insurrección, incluyendo a tres hijos no nombrados de Roger. Aunque es posible que estos hermanos fueran los hijos mayores de Roger, Robert de Bellême, Hugo de Montgomery, y Roger de Poitou, no es imposible que el último no tomara parte en la rebelión y que el tercer hermano fuera de hecho Arnulfo. A pesar de que la rebelión fue un total fracaso, el rey no impuso ninguna pena a Roger, y permitió a Roger abandonar Poitou y ser restablecido en la mayoría de las tierras que había poseído previamente según el Domesday Book.

## Ascenso

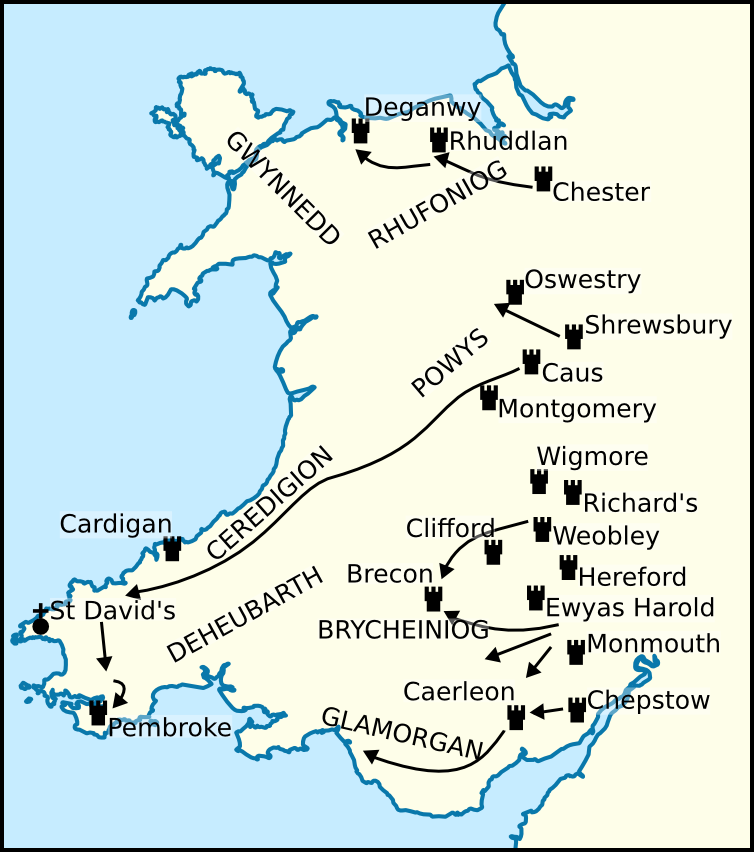
Avances anglonormandos en Gales y penetración de los Montgomery en Deheubarth, donde Arnulfo se estableció en Pembroke sobre 1093.

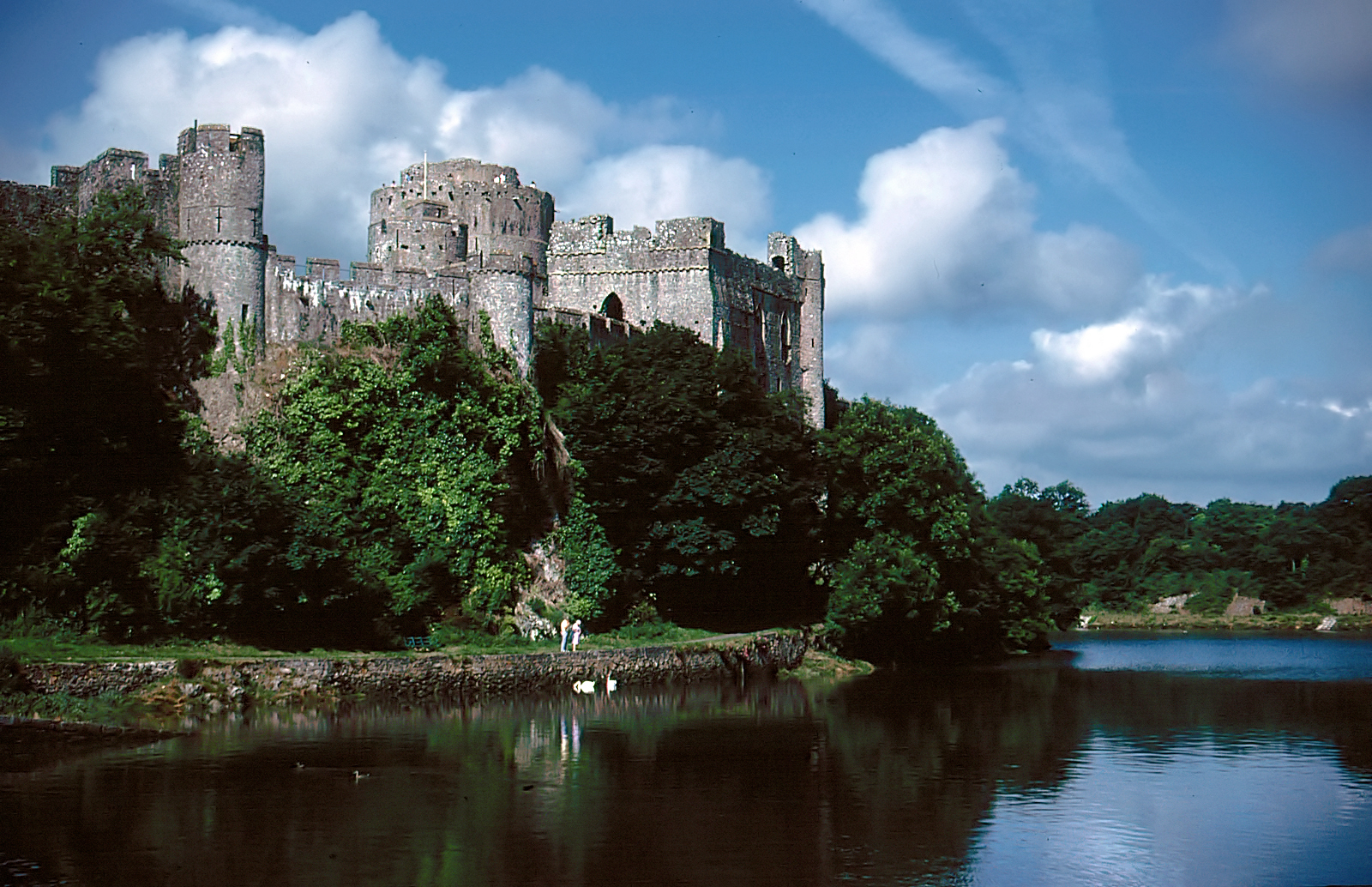
Las inmensas paredes de piedra y torres del castillo de Pembroke muestran poco parecido con el castillo de madera y tierra que Arnulfo construyó aproximadamente en 1093. La fortaleza de Arnulfo fue reemplazada con este castillo de piedra por William Marshal, conde de Pembroke, y ampliada por sus herederos y sucesores.

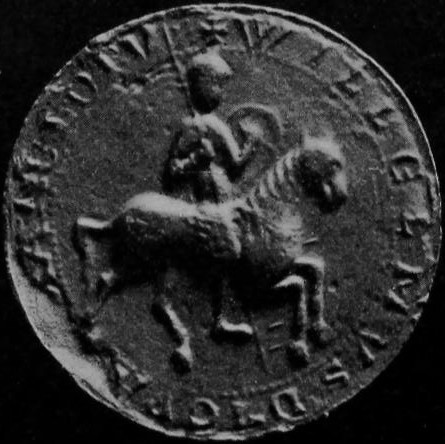
Sello de William Rufus. En él se muestra el armamento de un caballero montado de finales del.

El padre de Arnulfo fue uno de los tres cercanos seguidores del rey que se asentaron a lo largo de la frontera con Gales, en una región conocida como las Marcas Galesas. Aunque la primera penetración real de los anglonormandos tuvo lugar en la década de 1070, no fue hasta la última década del siglo cuando se establecieron más marcas en la zona. En 1093, los lores de las marcas se enfrentaron y mataron a Rhys ap Tewdwr, rey de Deheubarth en Brycheiniog. Sus contemporáneos marcan la caída de Rhys como el fin de la monarquía entre los galeses, y su desaparición dejó un vacío de poder en el que hombres como Arnulfo encontraron oportunidades. Los países (gwladoedd) de Ceredigion y Dyfed en el suroeste fueron ocupados y colonizados por los conquistadores. En el último de ellos, el padre de Arnulfo edificó una fortaleza de tierra y madera en la que Arnulfo se estableció. Esta construcción, estratégicamente situada en el punto más elevado de un promontorio entre dos calas, se asentaba donde se levanta hoy el castillo de Pembroke. Aunque nada sobrevive del castillo original, es descrito en el Itinerarium Kambriæ de los siglos XII o XIII como una «esbelta fortaleza construida con estacas y tierra».
William Rufus recompensó a Arnulfo con un señorío. Hay evidencia sustancial de que Arnulfo fue, de hecho, nombrado conde de Pembroke. Este castillo es remarcable porque, a diferencia de otras fortalezas inglesas o anglonormandas en el oeste de Gales, nunca cayó en manos galesas. En algún momento entre 1097 y 1108, el castellano de Arnulfo en Pembroke, Gerald de Windsor, se casó con la hija de Rhys, Nest. Según el Brut y Tywysogion, Arnulfo capturó y encarceló al hijo menor de Rhys, Hywel, antes de que este pudiera escapar tras resultar herido. Tras establecerse en Pembroke, Arnulfo parece haber vivido en Inglaterra, dejando a Gerald en Pembroke como su alcaide o mayordomo.
A la muerte de su padre en 1094, el hermano mayor de Arnulfo, Hugo, heredó el condado de Shrewsbury. Las fuentes supervivientes revelan que los hermanos estaban fuertemente relacionados. En dos años, hicieron una donación conjunta a la lejana abadía de La Sauve-Majeure.  Aún más, Arnulfo parece haber atestiguado una donación de Hugo de Montgomery a la abadía en un diploma datado entre 1095-1098. Es posible que Arnulfo fuera considerado el heredero de su hermano Hugo, soltero y sin hijos.
En parte a raíz de la conquista política de Gales a finales del siglo XI, la iglesia anglonormada intentó subyugar y explotar la iglesia Iglesia galesa. Desde la perspectiva de la Corona inglesa, la Iglesia galesa estaba aislada, era arcaica, desviada y anclada en el pasado. En cambio, los anglonormandos se consideraban a sí mismos reformistas religiosos, y buscaban imponer sus propias normas y estándares a los galeses. Una de las formas en la que los normandos impusieron su autoridad eclesiástica a los galeses fue mediante el nombramiento y control de los obispos. En el primer año de su consagración como arzobispo de Canterbury en diciembre de 1093, Anselmo suspendió temporalmente a los obispos galeses de Glamorgan y St David, revelando que estas diócesis habían pasado a estar bajo la autoridad eclesiástica de Canterbury. En mayo de 1095, Wilfredo de York, obispo de St David llegó a acuerdos con Anselmo. A cambio, este último amonestó a varios destacados anglonormandos que poseían tierras en la diócesis de St David, instándoles a considerar a Wilfredo como su obispo, y a devolver las tierras, diezmos, e iglesias que hubieran tomado de él injustamente. Dos lores de las Marcas eran especialmente citados por Anselmo, Arnulfo y Robert de Bellême. De hecho, el saqueo de las tierras de St David en 1097 por el mayordomo de Arnulfo en Pembroke, Gerald, es recordado en los Brenhinedd y Saesson, Brut y Tywysogyon, y las versiones «B» y «C» de los Annales Cambriæ. Como amigo del arzobispo, Arnulfo pudo haber sido más responsable respecto a acatar la restricción de Anselmo que de cualquier otro.
En 1098, junto con Hugo de Avranches, conde de Chester, Hugo de Montgomery dirigió una invasión estival en Gwynedd. A pesar de que los anglonormandos derrotaron fácilmente derrotado a los defensores galeses, los atacantes fueron superados en Anglesey en un encuentro con las fuerzas de Magnús Óláfsson, rey de Noruega. Arnulfo parece haber conocido los hechos un mes más tarde en Normandía, ya que viajó a Sées, y fundó un priorato con los monjes de la abadía en Pembroke en dedicación a la memoria de Hugo de Montgomery y su padre. Pese a que Arnulfo bien pudo haber esperado heredar el título y las tierras de su hermano, William Rufus concedió la herencia al hermano mayor de Arnulfo, Robert de Bellême, que había capturado a Helias de la Flèche, conde de Maine unos meses antes, entregándoselo al rey.

## Caída

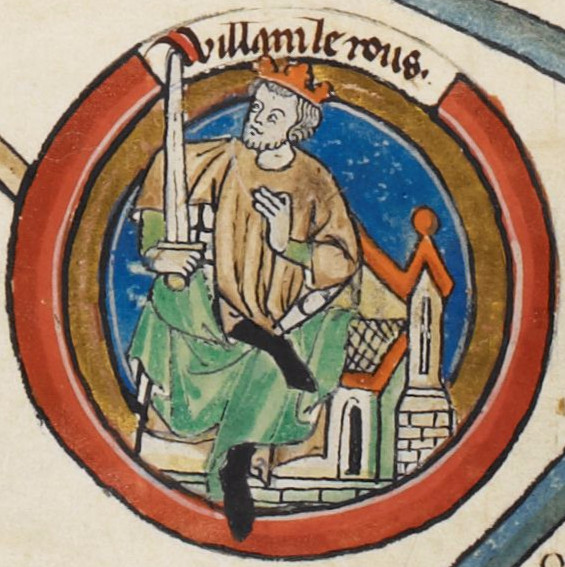
William Rufus dibujado en el folio 5r de la biblioteca británica Real 14 B VI.

Al comenzar el siglo XII, los Montgomerys eran una de las familias principales en Inglaterra. Al llegar a este punto, Robert de Bellême había alcanzado la cima de su poder, y parece haber sido el más poderoso y magnate en el mundo anglonormando. Además de heredar los territorios continentales de los Montgomery y Bellême, y de recibir el condado de Shrewsbury y el rape de Arundel, Robert de Bellême también obtuvo el honor de Tickhill en Nottinghamshire y Yorkshire del sur. Además, por derecho de herencia de su mujer, Robert de Bellême obtuvo el pequeño pero importante condado continental de Ponthieu. Su hermano, Roger de Poitou, era uno de los más poderosos magnates del noroeste de Inglaterra, poseyendo tierras en Lancashire, Nottinghamshire, Essex, Yorkshire, y Suffolk. Por derecho de su mujer, también poseía el condado continental de La Marche. En cuanto a su hermano, Arnulfo, era probablemente conde de Pembroke, un señorío qué aparece para haber constituido el núcleo del antiguo reino de Deheubarth. Arnulfo obtuvo además el señorío de Holderness, trasla caída de su anterior señor, el desgraciado Odo, conde de Champagne.

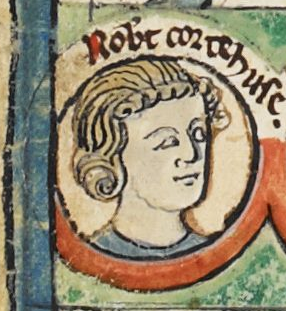
Robert Curthose representado en el folio 5r de la biblioteca británica Real 14 B VI.

En agosto de 1100, mientras Robert Curthose se hallaba ausente en ruta a Tierra Santa, William Rufus fue asesinado, y el trono inglés vacante fue ocupado por su hermano menor, Henry de Cotentin. Temiendo una invasión de Normandía por Robert Curthose, uno de los primeros actos del reinado de Enrique fue firmar una alianza con Roberto II, conde de Flandes, formalizado por tratado en marzo de 1101. Uno de los avalistas que garantizaron por el rey inglés fue el propio Arnulfo. Los fiadores, a menudo dirigían las negociaciones entre las partes, lo que podría indicar que Arnulfo actuó como intermediario entre el rey y el conde. Pese a que esto indica el considerable status de Arnulfo, su carrera al servicio del rey fue corta.
A pesar de que Robert de Bellême había aceptado inicialmente a Enrique como rey, cuando Robert Curthose afirmó su reclamación al trono en Alton en 1101, Robert de Bellême apoyaba la causa del duque. Según la Historia ecclesiastica, el rey pasó un año recopilando pruebas contra Robert de Bellême; y en 1102, Enrique le convocó, acusándole de cuarenta y cinco ofensas diferentes contra él y Robert Curthose. Según Brut y Tywysogyon, Arnulfo fue también convocado y acusado. Arnulfo parece haber huido a Gales, y la Historia ecclesiastica informa de que Robert de Bellême fortaleció sus castillos ingleses en contra de los hombres de Enrique. Mientras Robert de Bellême se unía con los galeses, Arnulfo buscó ayuda en Irlanda. Específicamente, Brut y Tywysogyon revela que Arnulfo envió a Gerald a Irlanda para negociar ayuda militar de Muirchertach Ua Briain, rey de Munster. La alianza fue formalizada mediante el matrimonio entre Arnulfo y una de las hijas de Muirchertach, lo que se registró en la Historia ecclesiastica, Brenhinedd y Saesson, Brut y Tywysogyon, y mencionado en los Anales de Inisfallen. Estas fuentes son corroboradas por una carta particular de Muirchertach a Anselmo,—quizás de 1105 o 1106/1107,—en la que Muirchertach expresaba su agradecimiento al arzobispo por intervenir con Enrique en nombre de «mi yerno Arnulfo». A pesar de que la forma gaélica nativa del nombre de la novia es desconocida, la llama Historia ecclesiastica "en latín: Lafracoth" en latín. Una posibilidad es que su nombre fuera Aifric Otra posibilidad es Lebarcam.

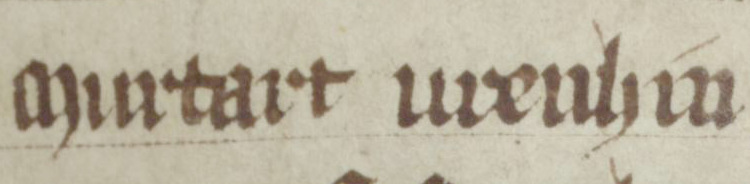
El nombre y título de Muirchertach Ua Briain como aparece en el folio 63r de Oxford Jesus Universidad 111: "Murtart urenhin".

Que motivó específicamente a Muirchertach para concertar esa alianza es desconocido. Ciertamente esto le permitía entrar en contacto con una de las principales familias de Europa. Una posibilidad es que intentara reforzar su estatus a nivel internacional. Pudo haber también buscado asegurar las valiosas rutas comerciales desde el sur de Gales y elcanal de Bristol y Waterford. Su implicación pudo formar parte de un plan mayor para incrementar su poder no sólo en Irlanda, sino también de ejercer influencia en las regiones situadas al otro lado del Mar de Irlanda. En cuanto a Arnulfo, esta alianza podría estar encaminada a reforzar su estatus en la sociedad. Por otro lado, el matrimonio pudo buscado también el acceso al poder militar de Muirchertach. Además, la alianza puede haber sido coordinada como un medio para ganarse el apoyo del poderoso aliado de Muirchertach, Magnús. Ciertamente, la Historia ecclesiastica declara que Enrique estaba mucho preocupado por la presencia de Magnús en la región, a pesar de que no hay ninguna evidencia que los noruegos apoyaran la rebelión. A pesar del hecho que Brut y Tywysogyon informa que Muirchertach prestó apoyo militar a los hermanos y la posibilidad distinta que Roger de Poitou también les ayudara, la insurrección de también, el Bellême-Montgomery acabó en fracaso.

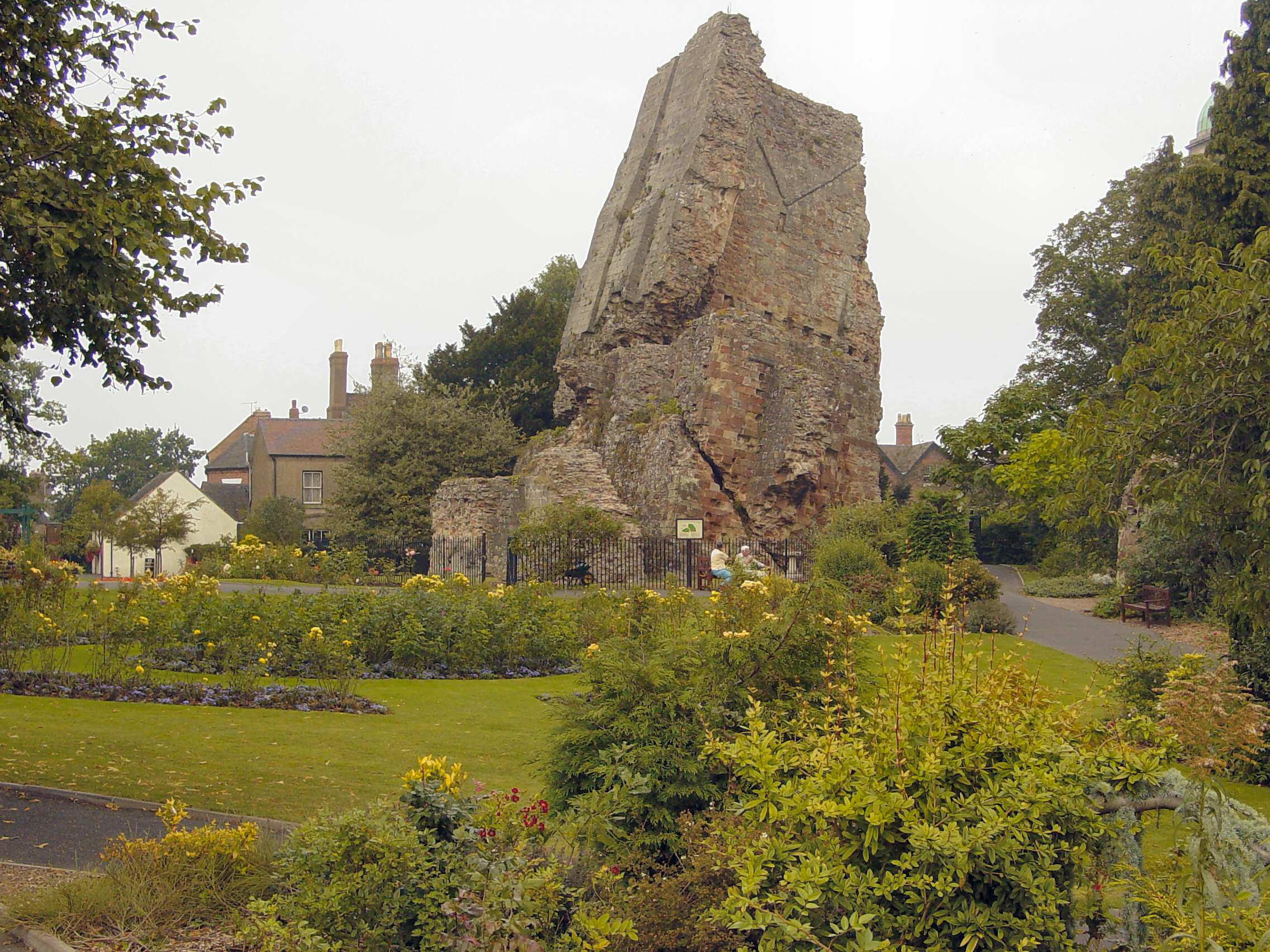
El ruinoso castillo de Bridgnorth. Después de la caída del castillo a las fuerzas de Henry en 1102, el Bellême-Montgomery rebelión deprisa colapsó. El trabajo inicial en la torre puede haber tenido lugar debajo Robert de Bellême, a pesar de que aparece a ha sido al menos completado debajo Henry.

Las fuentes supervivientes dan diferentes relatos de la rebelión. La contribución principal de Arnulfo parece haber sido su participación en una expedición depredadora a Staffordshire. Según la Historia regum Anglorum y el Chronicon ex chronicis, Robert de Bellême y Arnulfo, apoyado por aliados galeses, asolaron una parte del condado, antes de llevarse ganado y hombres a Gales. El relato detallado del levantamiento general preservada en la Historia ecclesiastica parece ser el registro más fiable de los acontecimientos. Esta fuente revela que, tras la huida de Robert de Bellême de las convocatorias del rey, Enrique parece para haber reclutado una hueste feudal formada por sus principales vasallos (que le debían servicio como caballeros) y los viejos ingleses fyrd. Ambos Chronicon ex chronicis y la Historia ecclesiastica afirman que las fuerzas de Enrique asediaron el castillo de Arundel durante tres meses antes de su capitulación, tras lo que el rey se dirigió al castillo de Tickhill que se rindió de inmediato. Después de una parada, Enrique reinició sus operaciones en otoño, poniendo sitio al castillo de Bridgnorth después de un asedio de tres semanas. Sobre este punto, William Pantulf, un antiguo vasallo de los Montgomery, ofreció sus servicios a Robert de Bellême. Al rechazado por este último, William Pantulf se alistó en el bando de Enrique, y tuvo un papel fundametal en convencer a los aliados galeses de Robert de Bellême para que desertaran y apoyaran al rey. Brut y Tywysogyon afirman concretamente que Iorwerth ap Bleddyn, un destacado galés fue comprado por el rey y comenzó a acosara a su anterior aliado. Después de que las fuerzas de Enrique alcanzaran Shrewsbury, la Historia ecclesiastica afirma que Robert de Bellême se sometió personalmente al rey. Vencidos, los tres hijos supervivientes de Roger de Montgomery fueron desterrados del reino, y sus tierras y títulos declarados extintos.

## Consecuencias

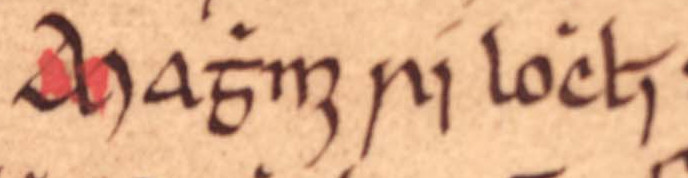
El nombre y título de Magnús Óláfsson cuando aparece encima folio 46v de Oxford Bodleian Biblioteca Rawlinson B 489 (los Anales de Ulster).

Mientras Robert huía al continente, las fuentes supervivientes sugieren que Arnulf—y probablemente otros partícipes en la fracasada insurrección—buscaron refugios en Irlanda. Ciertamente, la Gesta regum Anglorum señala un deterioro en las relaciones entre Muirchertach y Enrique antes de que la guerra comercial forzara una reconciliación entre ambos. Una posibilidad es que este episodio ocurriera como consecuencia de la participación de Muirchertach en la rebelión. Además, la Historia ecclesiastica afirma que Arnulfo y otros Normandos ayudaron militarmente a Muirchertach, aparentemente contra las fuerzas de Magnús. No obstante, tras la derrota del último en batalla contra Muirchertach, la fuente declara que los irlandeses se volvieron contra los normandos y que expulsaron a Arnulfo de Irlanda. De hecho, los detalles de este relato son probablemente erróneos, ya que Magnús parece haber caído contra los Ulaid, no contra los hombres de Muirchertach. La pretendida huida de Arnulfo y su enemistad con Muirchertach, pueden ser otro error, especialmente a la luz de la enfática carta entre Muirchertach y Anselm con respecto de Arnulfo. Tal mediación entre monarcas irlandeses e ingleses habría tenido lugar en la época en la que Arnulfo residía en la corte de Muirchertach. En cualquier caso, el relato preservado en la Historia ecclesiastica puede ser una prueba de la actuación inglesa como mercenarios en Irlanda durante el reinado de Enrique. De hecho, es posible que Arnulfo hiciera campañas en Irlanda a favor de Muirchertach, y que sus alianzas matrimoniales con Magnús y Arnulfo en 1102 tuvieran como fin aislar al principal rival de Muirchertach, Domnall Mac Lochlainn, rey de Cenél nEógain. De hecho, puede ser que Muirchertach considerara a Arnulfo como un seguro ante la perspectiva de traición futura de Magnús. En cualquier caso, desafortunadamente para Muirchertach, no sólo Magnús resultó muerto en una escaramuza al año siguiente, sino que las fuerzas de Muirchertach padecieron una desastrosa derrota a mano de Domnall en Mag Coba. Si hay alguna verdad en la afirmación de que Arnulfo fue expulsado de Irlanda, es posible que la Historia ecclesiastica insinúe un intento de Muirchertach de restaurar sus relaciones con Enrique.

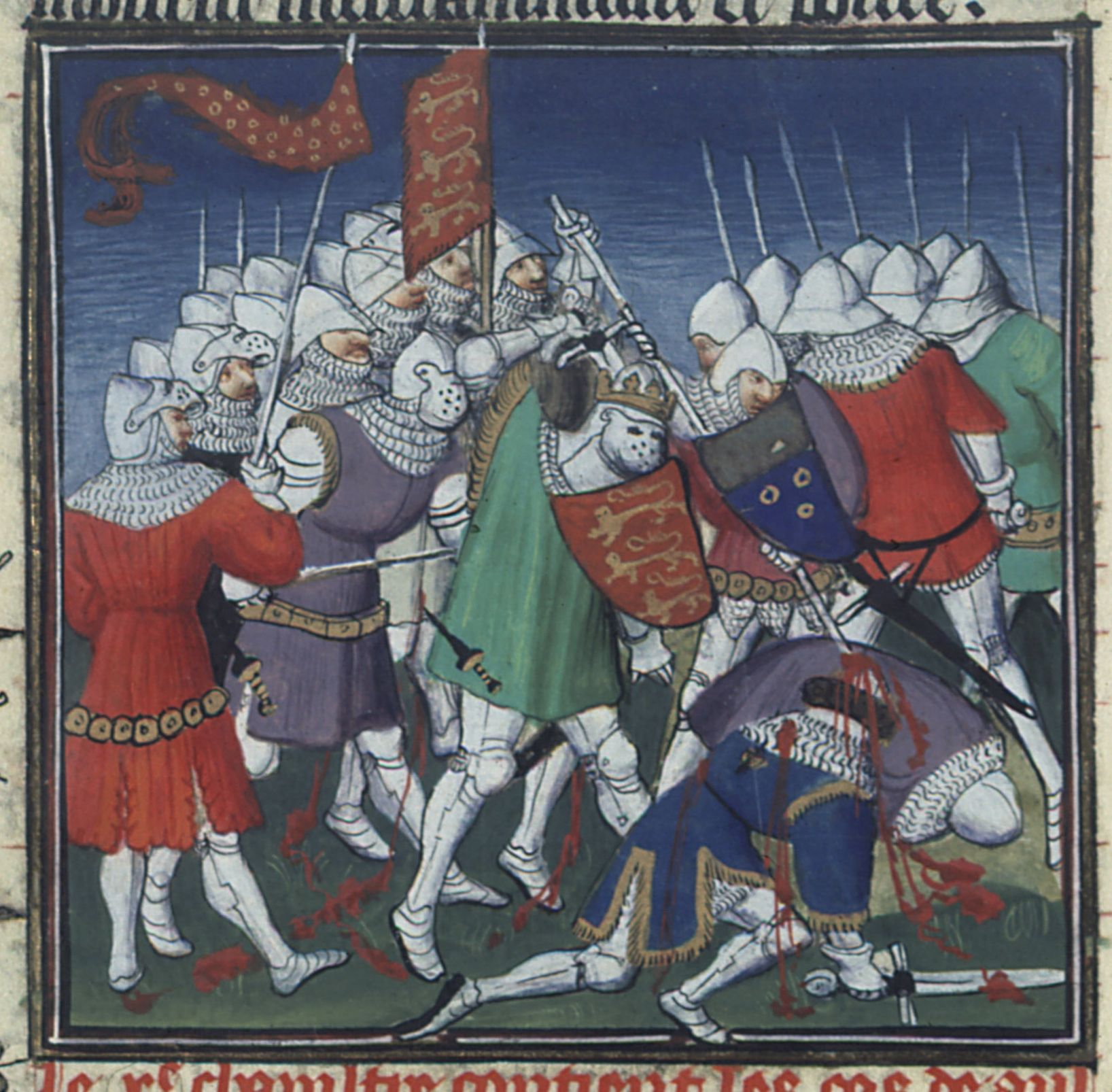
Una representación del siglo XV de la batalla de Tinchebray en 1106 descrita en el folio 256v de Bibliotheque nationale de Francia Français 226. Una fuente galesa sugiere que Arnulfo tomó parte en este enfrentamiento entre las fuerzas de Enrique y Robert Curthose.

Robert Curthose inicialmente accedió a ayudar a Enrique contra el desterrado Robert de Bellême, ahora en Normandía y hostil al duque. En algún momento antes de junio de 1103, Arnulfo parece haber traicionado la confianza de su hermano, ya que la Historia ecclesiastica declara que Arnulfo tomó el castillo de Alménêches, baluarte familiar de los Montgomery, y lo entregó al duque. Puede haber sido entonces cuando Arnulfo buscó refugio en Irlanda. En cualquier caso, los esfuerzos de Robert de Bellême por recuperar el castillo llevaron al saqueo del cercano convento de Alménêches, donde su hermana, Emma, era abadesa. En 1104, sus éxitos militares contra el duque forzaron al último a negociar acuerdos. Con Robert de Bellême y Robert Curthose reconciliados, Enrique les atacó y les derrotó en la batalla de Tinchebray, cerca del castillo de Tinchebray en septiembre de 1106. A pesar de que una versión de Brut y Tywysogyon sugiere que Arnulfo participó en la batalla, la historia anterior de la entrega del castillo de Alménêches preservada por Historia ecclesiastica parece contradecir esto. A pesar de la correspondencia de Anselmo evidenciando la reconciliación de Enrique y Arnulfo, este último nunca volvió a poseer tierras en Inglaterra, y parece haber llevado una vida errate en los siguientes veinte años. Hay evidencia de que visitó Inglaterra en al menos una ocasión, preservada en la Vita Anselmi que declara que Arnulfo regresó a Normandía (en latín: de Normannia Angliam rediens).

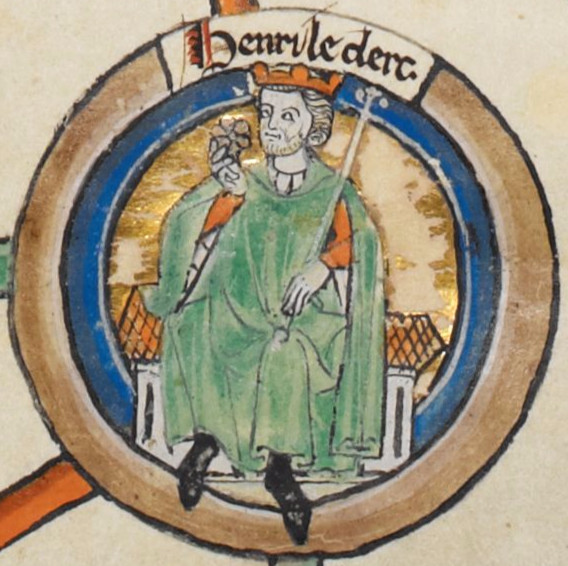
Henry cuando describió encima folio 5r de la biblioteca británica Real 14 B VI.

Entre 1110 y 1112, Robert de Bellême se implicó en revueltas en el sur de Normandía del sur, animado por el adversario de Enrique, el recién inaugurado Fulco de Jerusalén, conde de Anjou y Maine. Enrique respondió acusando a Robert de Bellême, y finalmente capturándole en noviembre de 1112. Las tierras de este último fueron apropiadas por la corona y Robert encarcelado por el rey durante el resto de su vida. Durante el primer cuarto del siglo XII, Arnulfo firmó como testigo en ocho cartas de Fulco, lo que convierte a Arnulfo en uno de sus testigos habituales. Aproximadamente en 1114, Arnulfo presenció un acto entre su sobrina nieta, Philippa, condesa de Poitou, y Bernard-Aton, vizconde de Béziers. La influencia de Arnulfo influencia en la corte de Fulco es evidencia por algunas acciones particulares en 1118. Aquel año el pueblo de Alençon se rebeló en contra de Enrique y su señor Esteban, conde de Mortain, mientras este último se encontraba luchando contra una coalición continental que pretendía reemplazar al rey con el hijo ilegítimo de Robert Curthose, William Clito. La región de Alençon era un antiguo bastón de la familia Bellême, y según la Historia ecclesiastica, el pueblo pidió a Arnulfo intervenir con Fulco en su nombre contra las injusticias y la opresión de Esteban. En la que fue la peor derrota de Enrique, las tropas de Fulco capturaron la ciudad y pusieron sitio a la ciudadela antes de aplastar los refuerzos enviados por Enrique, tras lo que Fulco aseguró la ciudadela de una vez por todas. Arnulfo, en torno a los cincuenta años, no es mencionado en ninguna de las fuentes que documentan el enfrentamiento. No obstante, él y su familia podrían haber sido los responsables de una revuelta que parece haber coincidido con otra en las antiguas tierras de Montgomery-Bellême en el centro de Normandía. Esta insurrección parece haber contribuido de manera importante a la restauración por Enrique de gran parte del patrimonio anterior de Montgomery-Bellême en Normandía en la persona del hijo de Robert de Bellême, Guillermo III, conde de Ponthieu, en junio de 1119.

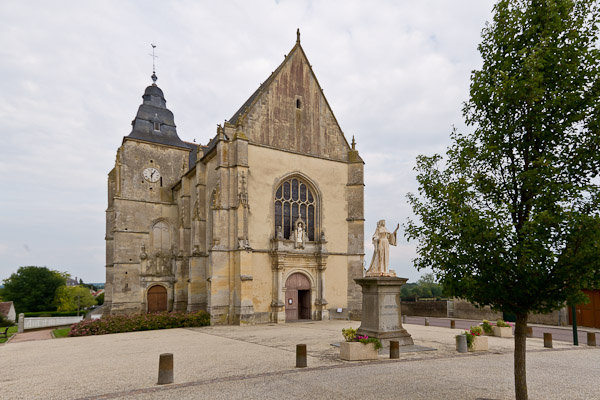
La abadía de Alménêches fundada por el padre de Arnulfo, Roger de Montgomery.

El siguiente registro seguro respecto de Arnulfo es de 1122, cuando su nombre se menciona en un rollo mortuario, circulado tras la muerte de Vitalis de Savigny, en el que las monjas de la abadía de Alménêches le conmemoran a él, a sus padres, y a su hermano más joven Philip. Arnulfo, por tanto, murió en algún momento entre 1118 y 1122. La representación de la muerte de Arnulfo preservada en la Historia ecclesiastica es probablemente no histórica. Este relato narra que, tras la muerte de Magnús, Arnulfo fue expulsado de Irlanda por Muirchertach, sólo para regresar aproximadamente veinte años más tarde, donde se casó con la hija de este último, mirendo tras las celebraciones. No hay evidencia alguna de que Arnulfo dejarar descendientes.

## Legado
Hay numerosas menciones contemporáneas en las que se señala a los miembros de la familia Montgomery por su inusual crueldad—Robert de Bellême en particular. Según la Historia ecclesiastica, Mabel fue asesinada por un vasallo, un acto particular que podía evidenciar su repulsión. Historia ecclesiastica describe a Hugo de Montgomery como el único «suave y amable» (en latín: mansuetus et amabilis) de los hijos de Mabel, mientras las fuentes galesas le presentan bajo una luz mucho más negativa. Una fuente respecto de Arnulfo puede ser Planctus Ricemarch, un doloroso lamento latino compuesto por el galés Rhygyfarch ap Sulien. Esta fuente—una composición contemporánea al crecimiento cultural y la opresión infligida por los anglonormandos sobre los galeses tras las conquistas de 1093—puede referirse a la subyugación padecida bajo Arnulfo y su padre.
Las acciones de la familia Montgomery ilustran la notable velocidad a la que las familias normandas se podían extender a través de amplias regiones. A pesar de que las familias normandas tendían a practicar la primogenitura, la conquista de Inglaterra y el acceso a Gran Bretaña abrió nuevas oportunidades para los hijos más jóvenes de la aristocracia. Las carreras de los segundones de la aristocracia anglonormanda son a menudo oscuras, con pocas fuentes supervivientes que documenten sus actividades. Los hijos más jóvenes de Roger de Montgomery y Mabel son una excepción, y la carrera de Arnulfo ilustra las oportunidades disponibles a contemporáneos de su rango—hombres que no podían confiar en heredar y que tenían que adquirir territorios por sus medios. A pesar de perder sus territorios a lo largo de su carrera, las numerosas y regulares atestaciones de Arnulfo en los círculos de la corte, revelan que mantuvo un considerable prestigio personal. La dispersión de estos testamentos puede indicar también que sus habilidades como negociador eran conocidas y valoradas. De hecho, la carrera de Arnulfo indica la importancia de las relaciones personales en el mundo cortesano de la era normanda.
La familia de Arnulfo —localizada con certeza sólo dos generaciones patrilineales anteriores— deriva su apellido de las tierras ahora conocidas como Sainte-Foy-de-Montgommery y Saints-Germain-de-Montgommery, en Calvados, Normandía. A pesar de que descendientes de los hermanos de Arnulfo sobrevivieron por generaciones, el apellido toponímico de la familia murió con Arnulfo.